# الونايسة
قرية الونايسة هي إحدى القرى التابعة لمركز أطسا في محافظة الفيوم في جمهورية مصر العربية. حسب إحصاءات سنة 2006، بلغ إجمالي السكان في الونايسة 6704 نسمة، منهم 3450 رجل و3254 امرأة.